# 林良蕙
林良蕙（Rowena Lam Leung Wai，1958年—），香港出生，前香港無線電視藝員，1976年度香港小姐競選冠軍及1976年环球小姐前12名。

## 个人生活
林良蕙1958年生于香港，小学毕业后随同父母迁居英国，在英国她读完了中学课程后，于1976年返回到香港。时逢香港小姐的报名时间，年仅十八岁的林良蕙报名参加了比赛，没想到这次参赛竟改变了她的一生。在听到司仪宣布评选结果之后，得知自己夺冠的林良蕙兴奋得瘋狂大笑、手舞足蹈、得意忘形，而且還未戴上冠軍彩帶已坐上寶座，兩手手肘放在寶座旁，還用手指指着鏡頭及對着觀眾、鏡頭飛吻，完全失去淑女本色。其发自内心的喜悦之情，感染了在场的所有观众，并没有人为她的失态而抱以微词。
林良蕙在获得港姐冠军后，代表香港参加了在香港利舞台剧院举办的环球小姐的竞选，再次进入决赛。林良蕙当选后和无线签订了一年的艺员合约，她演出的荧幕处女作是电视剧《少年十五二十时》。无线甚至为她量身订做了一部电视剧《甜姐儿》，她在剧中饰演一名有着先知先觉特异功能的少女，表现受到一致好评。正当她的演艺事业被外界看好之时，林良蕙却出人意料地又回到了英国，进入一家电脑公司做起了与演戏毫不相关的工作。
林良蕙于1984年被香港新艺城影业公司邀回香港，主演了她的首部大银幕之作《多情种》，这部爱情喜剧影片讲述的是一个三角恋的现代爱情故事，林良蕙饰演的女秘书和她年轻的老板是一对同居密友。虽然已经同居多年，但因为男友将全部心思都投入都到事业之中，以至忽略了对她关心和照顾。反而是男友的好友却对她关爱有加，并与之日久生情。林良蕙将这位身陷情网的女秘书刻画得十分到位传神。在拍完《多情种》之后，林良蕙又应嘉禾公司之邀，主演了该公司制作的电影《时来运转》，但因戏份较少，林良蕙在片中的表演并未给观众留下太多印象。演完上面两部大银幕之作后，林良蕙到非洲等地做了一次长途旅行，然后又回到英国定居，从此鲜有在香港的影视圈中露面。

## 簡歷
林良蕙小学毕业后移民英国，1976年回港报名参选香港小姐，在1976年6月12日当选为第四届港姐冠军，同年又参加了在香港举行的环球小姐竞选，占据东道主优势的她入围前十二名。其后成为无线电视艺员，出演过《甜姐儿》、《无花果》等剧集，约满后返回英国。1984年回流香港，担任了十大中文金曲颁奖嘉宾，并成为电影演员，只拍过两部电影便重返英国，从此鲜少在娱乐界露面。

## 演出作品

### 電視劇(無綫電視)
- 1976年 少年十五二十时
- 1976年 甜姐儿
- 1976年 无花果

### 電視劇(香港電台)
- 1985年 獅子山下：東家唔打

### 電影
- 1984年 多情种
- 1985年 时来运转

### 廣告
- Palmolive棕欖肥皂
- Palmolive棕欖洗髮水